# المونسينيور جان عبود
المونسينيور جان عبود، مواليد 1960، رجل دين في الكنيسة الكاثوليكية، لاحقاً في بطريركية كنيسة الوحدة، وسيط دولي، ورجل قانون أوروبي.

## المنشأ والطفولة
ولد المونسينيور جان عبود سنة 1960 من والدين فاضلين هما: إبراهيم يوسف إبراهيم عبود وهند موسي ميخائيل فهد، وهو أخ لستة شباب وخمس بنات، وتعد بلدة عيدمون الشمالية مسقط رأس عبود ثالث أكثر بلدة لبنانية علمًا. بالإضافة لكونها لبنان صغير لما فيها من طوائف وأديان وهي نموذج للعيش المشترك بين كل الطوائف والملل.

## التحصيل العلمي
أكمل دروسه الابتدائية في مدرسة عيدمون الرسمية والتكميلية في مدرسة مرتمورة القبيات عكار لبنان لشمالي. ومن ثم التحق بالمعهد الإكليريكي اللاتيني في بيت جالا في فلسطين المحتلة حيث أكمل دراسته الثانوية، وكذلك السنة الأولى للفلسفة. دخل الجامعة اليسوعية في انزبروك النمساوية سنة 1980 وأكمل فيها دروسه الفلسفية واللاهوتية. والبطريرك حائز على ليسانس بالفلسفة وليسانس باللاهوت.
دخل كلية الحقوق في بوردو / فرنسا سنة 1992 ونال شهادة ال DEA في كلية الحقوق بجامعة برپينيان الفرنسية سنة 1998. كما عادل شهادته في بلجيكا وحاز على شهادة ليسانس بالحقوق سنة 2002. أنهى البطريرك أطروحة الدكتوراه عن الزواج وإلغائه في المذاهب الإسلامية. وقد ترجم عدة كتب من المدونة الكبرى للقاضي سحنون بن سعيد إلى الفرنسية

## عمله الكنسي
سيم كاهناً في كنيسة القديسين بطرس وبولس للروم الكاثوليك بتاريخ 14 نيسان 1985، وارشمندريت(متقدم بين الكهنة) بتاريخ 9 نيسان سنة 1988 وذلك بوضع يد المثلث الرحمات المطران إلياس نجمة رئيس أساقفة طرابلس وشمال لبنان للروم الملكيين الكاثوليك. خدم ككاهن رعيتي شدرا وعيدمون وكان يدرس في مدرسة الفرير في طرابلس ويقدس بالطقس اللاتيني للإخوة.
بعد إنهاء دراساته العليا في فرنسا وبلجيكا عاد مجدداً لخدمة رعيته شدرا وعيدمون، وإدارة مدرسة القديسة تريزيا الطفل يسوع في شدرا. ترك رعيّته في عيدمون نهائياً يوم عيد الفصح سنة 2015.
سيم اسقفاً في باريس بوضع يد البطريرك نيكولا الأول بطريرك الكنيسة الأرثوذكسية للامم بتاريخ 21 أيار سنة 2015. وعلى اثرها اسس كنيسة الوحدة وهي كنيسة مستقلة تجمع بين التراث الكنسي الكاثوليكي والبيزنطي الأرثوذكسي، وولها العديد من في كل انحاء العالم بالإضافة لكونها الكنيسة الوحيدة التي تسمح للأساقفة والكهنة الكاثوليك والارثوذكس ممن ينتمون إلى خلافة رسولية صحيحة أن يشاركوا أساقفتها وكهنتها في القداس الإلهي مشاركة فعلية، وأن يتناولوا معهم بقلبٍ واحد، وروح واحدة الاسرار المقدسة.
تم تنصيبه رئساً لأساقفة بروكسل والرئيس الأول للمحكمة العليا لكنيسة الوحدة في 20 حزيران سنة 2015. ورقي إلى رتبة متروبوليت بتاريخ 14 أيلول سنة 2017.
انتخبه السينودس المقدس لكنيسة الوحدة والمؤلف من 42 اسقفاً يمثلون ابرشيات من مختلف انحاء العالم بطريركاً باسم البطريرك بنيامين الأول عبود بتاريخ 10 تشرين الثاني سنة 2017.

## نشاطاته الاجتماعية والقانونية
عمل المونسنيور جان عبود خلال أكثر من خمسة عشر عاماً على عدد من القضايا الحساسة ذات الطابع الدولي منها قضية المفاوضات لتحرير الأسرى بين اسرائيل وحزب الله اللبناني سنة 2006
كما طالب المونسينور عبود من نيويورك سنة 2009 امام اشغال اللجنة الرابعة للجمعية العامة للامم المتحدة  بفتح تحقيق دولي بشأن ممارسات التعذيب والمعاملات الوحشية واللإنسانية والمهينة بمخيمات تندوف بالجزائر

## حادثة الاغتيال
قام ثلاث اشخاص مسلحين باقتحام دار مطرانية كنيسة الوحدة في العاصمة البلجيكة بروكسيل، وقاموا بالاعتداء على المطران جان عبود بالضرب، وذلك مساء يوم أمس الجمعة المصادف في 2 كانون الأول / ديسيمبر 2016.[1]
وقد حاول المعتدين قتل المطران عبود إلا أن انقطاع التيار الكهربائي وقرع جرس الباب حال دون ذلك. وقد نقل المطران إلى المستشفى وحالته الصحية مستقرة الآن.
وتقوم السلطات البلجيكة باعتقال المعتدين على المطران جان عبودـ وهي تقوم بالتحقيقات اللازمة لمعرفة دوافع واسباب عملية الاغتيال.

## الموقع الرسمي للمونسينيور جان عبود[6]
1. ↑  "انتخاب المتروبوليت جان عبود بطريركاً على كنيسة الوحدة ... والبطريرك الجديد يتخذ من بنيامين الاول اسماً ابوياً له". www.ankawa.com. مؤرشف من الأصل في 2020-01-11. اطلع عليه بتاريخ 2017-12-05.
2. ↑  "المونسينيور عبود يكشف توقف الاتصالات غير المباشرة بين حزب الله وإسرائيل ويشيد بالعماد ميشال عون". راديو سوا. مؤرشف من الأصل في 2019-12-12. اطلع عليه بتاريخ 2018-01-10.
3. ↑  "المونسينيور جان عبود: الأعمال المرتكبة من طرف البوليساريو في مخيمات تندوف". 8 أكتوبر 2008. مؤرشف من الأصل في 2009-11-21. اطلع عليه بتاريخ 2018-01-10.
4. ↑  "المونسينيور جان عبود يطالب بفتح تحقيق دولي حول انتهاكات حقوق الإنسان بتندوف". مغرس. مؤرشف من الأصل في 2019-12-12. اطلع عليه بتاريخ 2018-01-10.
5. ↑  "المرصد الآشوري : محاولة اغتيال رئيس اساقفة كنيسة الوحدة في بروكسيل المطران جان عبود 3 كانون الأول / ديسيمبر 2016". مؤرشف من الأصل في 2019-06-04. اطلع عليه بتاريخ 2017-12-05.
6. ↑  "Mgr Jean ABBOUD". jeanabboud.org (بfr-FR). Archived from the original on 2018-10-18. Retrieved 2018-01-10.{{استشهاد ويب}}:  صيانة الاستشهاد: لغة غير مدعومة (link)